# Droga wojewódzka nr 151
Droga wojewódzka nr 151 (DW151) – droga wojewódzka w woj. zachodniopomorskim i woj. lubuskim o długości 136 km łącząca Świdwin z Gorzowem Wielkopolskim.
Droga przebiega przez powiaty: świdwiński, łobeski, stargardzki, choszczeński, myśliborski, gorzowski. Trasa podlega pod 5 rejonów dróg wojewódzkich: RDW Białogard, RDW Drawsko Pomorskie, RDW Stargard, RDW Pyrzyce, RDW Gorzów Wielkopolski.
Zachodniopomorski Zarząd Dróg Wojewódzkich w Koszalinie w administrowanym odcinku 125,350 km określił ją jako drogę klasy G. 11 km w woj. lubuskim ma klasę techniczną Z.

## Miejscowości leżące przy trasie 151
- Świdwin
- Łobez
- Węgorzyno
- Storkowo
- Ińsko
- Sulibórz
- Suliborek
- Recz
- Choszczno
- Koplin
- Zamęcin
- Lubiana
- Płotno
- Pełczyce
- Łyskowo
- Wierzchno
- Barlinek
- Łubianka
- Kłodawa
- Gorzów Wielkopolski